# Sacre du Temps
Sacre du Temps je peti album slovenskega skladatelja Boruta Kržišnika. Prvotno je bil izdan leta 2007 pri nizozemski umetniško produkcijski hiši Station Zuid (Tilburg), leta 2013 pa ga je izdala tudi britanska založba Claudio Records (Peacehaven, UK). Album vsebuje glasbo za istoimensko plesno predstavo v koreografiji Edwarda Cluga. Premiera je odigrana v Hereenu l. 2007, sledile pa so številne ponovitve in turneja po Nizozemski, Belgiji in Nemčiji. 

## Seznam skladb
| Borut Kržišnik: Sacre du Temp | Borut Kržišnik: Sacre du Temp | Borut Kržišnik: Sacre du Temp |
| Št.                           | Naslov                        | Dolžina                       |
| ----------------------------- | ----------------------------- | ----------------------------- |
| 1.                            | „Intelligent Body‟            | 4:42                          |
| 2.                            | „Love Song No. 2‟             | 4:34                          |
| 3.                            | „Paths of Coincidence‟        | 4:36                          |
| 4.                            | „Love Song No. 1‟             | 5:07                          |
| 5.                            | „March to Eternity‟           | 8:47                          |
| 6.                            | „Codes and Signs‟             | 5:47                          |
| 7.                            | „Procedures‟                  | 5:04                          |
| 8.                            | „Fire‟                        | 6:20                          |
| 9.                            | „Love Song No. 3‟             | 4:43                          |

## Kolofon
Zasedba:
- Borut Kržišnik – virtualni orkester
- Mario Marolt – klarinet (#1, #4)
- Vuk Kraković - violina (#7)

Avtorske navedbe:
- Skladatelj in producent: Borut Kržišnik
- Umetniška svetovalka: Aleksandra Rekar
- Posneto in mešano v P.N. studijih, Ljubljana, 2007
- Tonski mojster: Bac Kajuh
- Mastering: Colin Attwell, skladbe #4 & #5: Simon Heyworth (Super Audio Mastering)
- Fotografija: Gemmy van Linden
- Oblikovanje: Merijn Klerx, MKGO

Založba:
Claudio Records Ltd, BN10 8PU England; © 2013 Claudio Records Ltd.; www.claudiorecords.com